# Барбі (медіа-франшиза)
Починаючи з представлення першої ляльки Barbie компанією Mattel 9 березня 1959 року, ця модна лялька вже в 1984 році з'явилася у відеоіграх. З того часу Barbie стала популярною медіа-франшизою, включаючи фільми та інші мультимедійні формати, що використовують різні технології, такі як телебачення та Інтернет. Ця франшиза здобула величезну популярність, ставши однією з найбільш касовоуспішних усіх часів, і шанувальники відзначають її як "кінематографічний всесвіт Барбі".
Починаючи з 2001 року, серія фільмів про Барбі була випущена безпосередньо на відео та регулярно транслювалася на Nickelodeon у вигляді спеціальних телевізійних програм у Сполучених Штатах з 2002 року, і ця традиція тривала до початку 2017 року. Починаючи з середини 2017 року, починаючи з фільму "Barbie Dolphin Magic", компанія Mattel перетворила їх у потокові телевізійні фільми, які продавали або маркували як анімаційні "спеціали" зі скороченою тривалістю відео протягом 1 години, навпроти повнометражних фільмів, як це було раніше. Ці фільми тепер доступні на різних потокових медіа-сервісах, зокрема Netflix, Amazon Prime Video, Google Play і Apple TV+. Випущені з кінця 2017 року, вони також можуть випускатися у форматах домашнього відео, хоча це може бути обмежено локальним розповсюдженням або телевізійною трансляцією в різних країнах та регіонах.
Окрім фільмів, Барбі також представлена в інших медіа-форматах, таких як анімаційні телевізійні випуски "Barbie and the Rockers: Out of This World" і його продовження "Barbie and the Sensations: Rockin' Back to Earth" (обидва в 1987 році), вебсеріали, такі як "Barbie: Life in the Dreamhouse", "Barbie: Vlogger", "Barbie Dreamtopia", "Barbie's Dreamworld" і "Barbie: Life in the City", телевізійні шоу, включаючи "Barbie Dreamhouse Adventures", "Barbie: It Takes Two" і "Barbie: A Touch of Magic", а також бойовик та інтерактивний короткометражний фільм.

## Походження
Барбі зробила свій дебют 9 березня 1959 року на Американському міжнародному ярмарку іграшок (тепер Північноамериканський міжнародний ярмарок іграшок). Її прийняли дуже тепло в Сполучених Штатах, що викликало справжню революцію в іграшковій індустрії. З того часу було випущено безліч варіантів цієї ляльки, які згодом стали відомі як "друзі та сім'я Барбі". Також були представлені різні комплекти одягу та аксесуарів, які доповнювали образи ляльки.
Разом з цим у світі з'явилося значною кількістю друкованих книжок з твердою обкладинкою та коміксів, в яких Барбі грала головну роль. Це стало можливим завдяки партнерству та угодам з видавництвами, такими як Dell Comics, Marvel Comics і наразі Papercutz. Ці літературні та графічні твори розширювали світ Барбі та розповідали нові захоплюючі історії про цю популярну ляльку.
У 1980-х роках популярність та продажі модної ляльки Барбі на ринку іграшок почали зменшуватися, а ситуація ще погіршилася у 2001 році, коли MGA Entertainment випустила лінію ляльок під назвою Bratz. Сексуальні образи Bratz контрастували з більш консервативним зображенням старших Барбі.
У зв'язку з цим компанія Mattel вирішила переглянути бренд Barbie, щоб зробити його більш актуальним для сучасних споживачів. Вони залучили консультантів і провели дослідження ключових ринкових груп. Спочатку розглядали варіант зменшення розмірів грудей у ляльки Барбі, але відмовились від цієї ідеї, стверджуючи, що фігура ляльки є однією з її найбільших переваг.
Команда Mattel також розглядала можливість зорієнтуватися на аудиторію кар'єрних жінок та їхніх дочок, представляючи лінійки Барбі в ролях лікаря чи юриста. Однак дослідження виявило, що дівчата витрачають більше часу в Інтернеті, ніж граючи з фізичними ляльками. Тому концепція кар'єрних Барбі була відкинута на користь розробки більш інтерактивних платформ, таких як онлайн або цифрові медіа.
У відповідь на зниження популярності, компанія Mattel почала пристосовувати образ Барбі до різних медіа-сфер та розваг. Вони відмовилися від традиційної телевізійної реклами ляльок та аксесуарів на користь нових стратегій маркетингу. У перших 16 фільмах серії Барбі представлена як віртуальна актриса, що грає головну героїню. Часто вона зображується як сучасна дівчина, яка розповідає історію одній зі своїх сестер чи молодшій подрузі, використовуючи це як спосіб передати повчальний сюжет.
Компанія Mattel взяла на увагу феміністичну критику та активно намагалася виправити свій бренд через оповідання у фільмах. Вчені, що досліджували різницю між фільмами про Барбі та іншими історіями про принцес, висунули припущення, що Mattel свідомо впроваджувала феміністичні елементи, спрямовані на виправлення негативного стереотипу ляльки та встановлення більш сучасного та позитивного образу.

## Історія
У 1987 році Mattel вирішила розширити присутність Барбі в різних медіа-форматах і випустила два телевізійні випуски спільно з DIC Animation City і Saban Productions: "Barbie and the Rockers: Out of This World" і його продовження "Barbie and the Sensations: Rockin' Back to Earth". Обидва випуски представляли Барбі у ролі лідера рок-групи.
У період від 1980-х до початку 2000-х років Барбі також з'являлася у відеоіграх, багато з яких випускала компанія Vivendi-Universal Games.
За зростанням популярності домашнього відеомаркетингу, у 2001 році Mattel запустив власний внутрішній підрозділ розваг і почав випускати фільми про Барбі, які виходили безпосередньо на відео, такі як "Барбі в Лускунчику". Сюжети фільмів спочатку фокусувалися на тому, як Барбі переосмислює свою роль як принцеси, а згодом розширились на різні світи моди та фантазій. Головною перевагою цієї стратегії був маркетинг, оскільки Mattel міг продавати ляльок, які були унікальними для кожного фільму, окремо від продажу відео та товарів, пов'язаних із реквізитом, костюмами та декораціями з фільмів.
Цитуючи Тіма Кілпіна, тодішнього старшого віце-президента з маркетингу для дівчат у Mattel, відзначається: "Те, що ви зараз бачите, — це кілька різних світів Барбі, пов’язаних із вмістом та оповіданням. Дівчина може зрозуміти, яку роль відіграє Барбі, що роблять інші герої, і як вони взаємопов’язані. Це набагато багатший рівень історії, який веде до багатшого рівня гри."
Ця стратегія виявилася успішною, оскільки продажі Барбі в США, зокрема лінійки принцес, зросли на два відсотки у 2006 році. Це врятувало позиції Mattel в той час, коли її частка на світовому ринку іграшок зменшувалася.
У фільмах Mattel також включив виступи відомих компаній і оркестрів, таких як Лондонський симфонічний оркестр, Чеська філармонія та New York City Ballet. Ці асоціації могли бути частиною стратегії збагачення від маркетингової команди Mattel, спрямованої на те, щоб фільми сприймалися як освітні та високоартистичні.
У розпал фільмів Mattel у 2011 році співпрацювала з канадською анімаційною студією Arc Productions, Inc., яка тоді була перейменована на Starz Animation Toronto (спочатку відома як Daniel Krech Productions (DKP) і DKP Studios). З метою нового консорціуму власників та структурної реконструкції, для Mattel була створена перша продукція, не пов'язана з Барбі - вебсеріал під назвою "Barbie: Life in the Dreamhouse". Серіал дебютував на офіційному вебсайті Barbie та на YouTube 11 травня 2012 року і завершився 27 листопада 2015 року.
Цей вебсеріал в подальшому став основою для двох телевізійних випусків, які виходили в США на Nickelodeon. Під враженням від роботи Arc Productions, Mattel довірив їм виробництво чотирьох фільмів про Барбі, залучивши їх як третього виробничого партнера поруч із Mainframe Studios (тоді відомою як "Rainmaker Entertainment") і Technicolor.
Ізраїльська анімаційна студія Snowball Studios, з підтримкою Єрусалимського фонду кіно та телебачення, реалізувала ще один вебсеріал, на цей раз створений випускницею Nickelodeon, Джулією Пістор, для Mattel Playground Productions. Цей серіал відомий під назвою "Barbie: Dreamtopia". Перші короткі фільми серії, тривалістю від 2 до 4 хвилин, були запущені 21 травня 2016 року на афілійованій платформі YouTube Kids через новий підрозділ Mattel - Mattel Creations.
Серія вебшортів надалі породила однойменний телевізійний фільм, який розповсюджувався Universal Pictures Home Entertainment і транслювався по телебаченню в понад 5 країнах і регіонах. Крім того, був створений один спеціальний вебсеріал і 26-серійний вебсеріал, що зробило Barbie: Dreamtopia першим вебсеріалом, ексклюзивним для мультимедійної франшизи Barbie.
Цей вебсеріал став каталізатором для науковців та ентузіастів, щоб визначити, що компанія Mattel вкладає значні кошти та бере участь у випуску більше пов'язаних вебсеріалів та міні-серіалів про Барбі на платформі YouTube та її відгалуженнях, таких як YouTube Kids і YouTube Shorts.
Маттел також використовує пакети коротких відео на платформі YouTube для створення можливості для аудиторії Барбі заглянути в її вигадане життя, одночасно намагаючись передати освітні інформації. Канал YouTube компанії, який налічує понад 11 мільйонів передплатників, став майданчиком для вебсеріалу під назвою "Barbie Vlogger" (або "Barbie Vlogs"), який представляє Барбі як активного користувача YouTube. Перше відео було завантажено 19 червня 2015 року.
Джулія Пістор, виконавчий продюсер і сценарист серіалу, відзначила: "Барбі володіє мовою та словами; вона висловлює свої наміри та саморефлексію. Хоча ми використовуємо такі слова, які іноді дітям доводиться шукати, ми намагаємося залишатися вірними образу Барбі, представляючи її як впливову особистість у віці 17 років". Шляхом введення елементу саморефлексії у персонаж Барбі, це дозволяє їй обговорювати складні теми, такі як психічне здоров’я та расизм. Це сприяє інспіруванню аудиторії задуматися і обговорити ці важливі теми.
Маттел, завдяки успіху своїх онлайн-платформ, планує продовжувати створювати вебсеріали та міні-серіали на YouTube та його варіантах. Починаючи з "Barbie: Dolphin Magic" у 2017 році, вся медіа-франшиза перейшла до потокових медіа-сервісів, зокрема на Netflix, а також на Amazon Prime Video, Google Play і Apple TV+. Незважаючи на це, компанія Mattel залишає можливість укладати угоди для лінійного телебачення.
Додатково, 1 травня 2020 року Mattel уклала угоду з Arts Music, Inc., лейблом звукозапису Warner Music Group, для доступу до тисяч пісень із свого портфоліо бренду, включаючи Barbie, через онлайн-сервіси стрімінгу музики. Угода розпочала діяти через тиждень, коли альбоми саундтреків, пов’язаних із їхніми творами, стали доступними через дистриб'ютора WMG, ADA Worldwide.
Маттел також продовжить своє партнерство з Netflix, зокрема з 21 жовтня 2022 року. Це стало відомим за чотири дні до американського дебюту першої інтерактивної "спеціальної" франшизи Barbie: Epic Road Trip. У рамках цього партнерства буде доступний каталог фільмів до 2017 року, який раніше періодично зберігався через службу потокового передавання Universal.

## Фільми
Після синдикації двох спеціальних телевізійних випусків у 1987 році, випусків відеоігор у 1990-х і росту домашнього відеомаркетингу, компанія Mattel встановила партнерські відносини з канадською компанією Mainframe Entertainment (тепер відомою як Mainframe Studios), щоб створити свій перший повнометражний комп'ютерний анімаційний фільм "Барбі в Лускунчику". Цей фільм, заснований на класичній казці Е. Т. А. Гофмана та супроводжений балетною музикою Чайковського, вийшов у 2001 році. Mainframe продовжувала виробляти більшість фільмів у серії.
У першому десятилітті здебільшого фільми були створені на основі вже існуючих оповідань і казок, таких як казки братів Грімм, зокрема "Рапунцель" і "Дванадцять танцюючих принцес", а також інших витворів, таких як балет Чайковського "Лебедине озеро", різдвяна пісня Чарльза Діккенса, "Ганс Дюймовочка" Крістіана Андерсена і «Три мушкетери» Олександра Дюма.
Другий фільм у серії, "Барбі в ролі Рапунцель", дебютував у форматі спеціальної телевізійної програми на американському телебаченні через Nickelodeon. Що стосується форматів домашнього відео, випуск серіалу на VHS припинився в 2006 році після "Щоденників Барбі", внаслідок загального скорочення використання формату та передачі обов'язків розповсюдження серіалу від Universal на користь випуску виключно на DVD. Blu-ray та цифрові копії (під торговою маркою "Digital HD") були представлені разом із DVD із випуском "Барбі в рожевих туфлях" у 2013 році.
Через успіх фільму 2004 року "Барбі в ролі принцеси та жебрака" (за мотивами відомого роману Марка Твена), у 2012 році був випущений рімейк під назвою "Барбі: Принцеса та поп-зірка". Цей фільм, в свою чергу, надихнув два інші фільми з більш сучасним підходом: "Barbie in Rock 'N Royals" у 2015 році та "Barbie: Princess Adventure" у 2020 році.
Успіх перших трьох фільмів ("Барбі в Лускунчику", "Барбі в ролі Рапунцель" і "Барбі з Лебединого озера") призвів до створення серії на тему принцес, яка включала оригінальний фільм "Барбі та магія Пегаса" у 2005 році. Перший фільм у цій серії, "Барбі: Казкова топія", також вийшов у тому ж році і породив першу в серії франшизу, яка включала два продовження ("Барбі Казкова топія: Русалка" у 2006 році та "Барбі Казкова топія: Магія веселки" у 2007 році) та два побічних фільми ("Барбі: Маріпоса" у 2008 році та його продовження, "Барбі: Маріпоса та казкова принцеса", у 2013 році).
Починаючи з "Барбі в історії русалки" на початку 2010-х років, серія фільмів про Барбі відійшла від класичних історій про принцесу та казок, зосереджуючись на більш сучасних темах, таких як мода, музика і історії, що обертаються навколо друзів, родини та кар'єри Барбі. Фільм "Barbie: Video Game Hero", 35-й у серії, вийшов на початку 2017 року і ознаменував останній раз, коли фільм про Барбі показували на американському телебаченні та випускали у форматах домашнього відео.
У 2017 році серію фільмів призупинено після "Барбі: Магія дельфіна", який став пілотним етапом першого телевізійного шоу у франшизі "Барбі: Пригоди в домі мрій". Після цього Mattel спрямувала зусилля на розширення франшизи на інші аудіовізуальні медіаформати. У 2020 році компанія Mattel переробила попередні фільми як анімаційні "спеціали", починаючи з мюзиклу "Барбі: Пригоди принцеси".
Вище представлений повний перелік офіційних анімаційних фільмів у медіа-франшизі комп'ютерних анімаційних стрічок:
| #  | Film                                              | U.S. original release date | Director(s)                                  | Screenwriter(s)                              | Ref.   |
| -- | ------------------------------------------------- | -------------------------- | -------------------------------------------- | -------------------------------------------- | ------ |
| 1  | Barbie in the Nutcracker                          | 2 жовтня 2001              | Оуен Херлі                                   | Роб Хаднут, Лінда Енгельзіпен і Гіларі Хінкл | [ 8 ]  |
| 2  | Barbie as Rapunzel                                | 1 жовтня 2002              | Оуен Херлі                                   | Елана Лессер і Кліфф Рубі                    | [ 9 ]  |
| 3  | Barbie of Swan Lake                               | 30 вересня, 2003           | Оуен Херлі                                   | Елана Лессер і Кліфф Рубі                    | [ 10 ] |
| 4  | Barbie as the Princess and the Pauper             | 28 вересня 2004            | Вільям Лау                                   | Елана Лессер і Кліфф Рубі                    | [ 11 ] |
| 5  | Barbie: Fairytopia                                | 8 березня 2005             | Вальтер П. Мартішіус                         | Еліз Аллен і Даян Дуейн                      | [ 12 ] |
| 6  | Barbie and the Magic of Pegasus                   | 20 вересня 2005            | Грег Річардсон                               | Елана Лессер і Кліфф Рубі                    | [ 13 ] |
| 7  | Barbie Fairytopia: Mermaidia                      | 14 березня, 2006           | Вільям Лау та Волтер П. Мартішіус            | Еліз Аллен і Даян Дуейн                      | [ 14 ] |
| 8  | The Barbie Diaries                                | 9 травня 2006              | Ерік Фогель                                  | Еліз Аллен і Лора МакКрірі                   | [ 15 ] |
| 9  | Barbie in the 12 Dancing Princesses               | 19 вересня 2006            | Грег Річардсон                               | Елана Лессер і Кліфф Рубі                    | [ 16 ] |
| 10 | Barbie Fairytopia: Magic of the Rainbow           | 13 березня 2007            | Вільям Лау                                   | Еліз Аллен                                   | [ 17 ] |
| 11 | Barbie as the Island Princess                     | 18 вересня, 2007           | Грег Річардсон                               | Елана Лессер і Кліфф Рубі                    | [ 18 ] |
| 12 | Barbie: Mariposa                                  | 26 лютого, 2008            | Конрад Хелтен                                | Еліз Аллен                                   | [ 19 ] |
| 13 | Barbie &amp; the Diamond Castle                   | 9 вересня, 2008            | Джино Нішель                                 | Елана Лессер і Кліфф Рубі                    | [ 20 ] |
| 14 | Barbie in A Christmas Carol                       | 4 листопада, 2008          | Вільям Лау                                   | Еліз Аллен                                   | [ 21 ] |
| 15 | Barbie Presents: Thumbelina                       | 17 березня, 2009           | Конрад Хелтен                                | Еліз Аллен                                   | [ 22 ] |
| 16 | Barbie and the Three Musketeers                   | 15 вересня, 2009           | Вільям Лау                                   | Емі Вольфрам                                 | [ 23 ] |
| 17 | Barbie in A Mermaid Tale                          | 2 березня, 2010            | Адам Л. Вуд                                  | Еліз Аллен                                   | [ 24 ] |
| 18 | Barbie: A Fashion Fairytale                       | 14 вересня, 2010           | Вільям Лау                                   | Еліз Аллен                                   | [ 25 ] |
| 19 | Barbie: A Fairy Secret                            | 15 березня, 2011           | Вільям Лау                                   | Еліз Аллен                                   | [ 26 ] |
| 20 | Barbie: Princess Charm School                     | 13 вересня, 2011           | Єзекіель Нортон                              | Еліз Аллен                                   | [ 27 ] |
| 21 | Barbie: A Perfect Christmas                       | 8 листопада, 2011          | Марк Балдо                                   | Еліз Аллен                                   | [ 28 ] |
| 22 | Barbie in A Mermaid Tale 2                        | 27 лютого, 2012            | Вільям Лау                                   | Еліз Аллен                                   | [ 29 ] |
| 23 | Barbie: The Princess &amp; the Popstar            | 11 вересня, 2012           | Єзекіель Нортон                              | Стів Гранат і Сідна Кларк                    | [ 30 ] |
| 24 | Barbie in the Pink Shoes                          | 26 лютого, 2013            | Оуен Херлі                                   | Елісон Тейлор                                | [ 31 ] |
| 25 | Barbie: Mariposa & the Fairy Princess             | 27 серпня, 2013            | Вільям Лау                                   | Еліз Аллен                                   | [ 32 ] |
| 26 | Barbie & Her Sisters in A Pony Tale               | 22 жовтня, 2013            | Кіран Келлі                                  | Сідне Кларк і Стів Гранат                    | [ 33 ] |
| 27 | Barbie: The Pearl Princess                        | 15 лютого, 2014            | Єзекіель Нортон                              | Сідне Кларк і Стів Гранат                    | [ 34 ] |
| 28 | Barbie and the Secret Door                        | 7 серпня, 2014             | Карен Дж. Ллойд                              | Браян Холфельд                               | [ 35 ] |
| 29 | Barbie in Princess Power                          | 26 лютого, 2015            | Єзекіель Нортон                              | Марша Гріффін                                | [ 36 ] |
| 30 | Barbie in Rock 'N Royals                          | 13 серпня, 2015            | Карен Дж. Ллойд                              | Марша Гріффін                                | [ 37 ] |
| 31 | Barbie & Her Sisters in the Great Puppy Adventure | 8 жовтня, 2015             | Андрій Тан                                   | Емі Вольфрам                                 | [ 38 ] |
| 32 | Barbie: Spy Squad                                 | 15 січня, 2016             | Конрад Хелтен                                | Марша Гріффін і Кейсі Арнольд                | [ 39 ] |
| 33 | Barbie: Star Light Adventure                      | 29 серпня, 2016            | Андрій Тан                                   | Кейсі Арнольд                                | [ 40 ] |
| 34 | Barbie & Her Sisters in A Puppy Chase             | 18 жовтня, 2016            | Конрад Хелтен                                | Емі Вольфрам і Кейсі Арнольд                 | [ 41 ] |
| 35 | Barbie: Video Game Hero                           | 31 грудня, 2017            | Конрад Хелтен і Езекіель Нортон              | Ніна Баргіль                                 | [ 42 ] |
| 36 | Barbie: Dolphin Magic                             | 18 вересня, 2017           | Конрад Хелтен                                | Дженніфер Скеллі                             | [ 43 ] |
| 37 | Barbie: Princess Adventure                        | 1 вересня, 2020            | Конрад Хелтен                                | Енн Остін                                    | [ 44 ] |
| 38 | Barbie &amp; Chelsea: The Lost Birthday           | 16 квітня, 2021            | Кассандра Маккей (в титрах як Кессі Сімондс) | Енн Остін і Натаніель «Нейт» Федерман        | [ 45 ] |
| 39 | Barbie: Big City, Big Dreams                      | 1 вересня, 2021            | Скотт Плейделл-Пірс                          | Крістофер Кінан і Кетрін «Кейт» Сплейн       | [ 46 ] |
| 40 | Barbie: Mermaid Power                             | 1 вересня, 2022            | Рон Мірік                                    | Енн Остін                                    | [ 47 ] |
| 41 | Barbie: Epic Road Trip                            | 25 жовтня, 2022            | Конрад Хелтен                                | Орі Воллінгтон                               | [ 48 ] |
| 42 | Barbie: Skipper and the Big Babysitting Adventure | 16 березня, 2023           | Стів Дей                                     | Деніел Браян Франклін                        | [ 49 ] |

## Фільм з реальними акторами
Фільм з реальними акторами за мотивами іграшкової лінійки від Mattel Films у співпраці з LuckyChap Entertainment та Heyday Films вийшов 21 липня 2023 року за участі Warner Bros., завершивши зйомки 15 липня 2022 року. Режисером фільму стала Грета Гервіґ, яка спільно з Ноа Баумбахом написала сценарій. У головних ролях зіграли Марґо Роббі як Барбі та Райан Ґослінґ у ролі Кена.

## Анімовані спеціальні випуски
Перед виходом фільмів та відеоігор компанія Mattel випустила дві анімаційні телевізійні програми в 1987 році. 1 лютого 2023 року на YouTube з'явився ще один анімаційний відеоролик, який доповнював лінійку ляльок, спрямовану виключно на дошкільний вік.
- "Барбі та Рокери: За межами цього світу" - це спеціальний анімаційний телесеріал 1987 року, розроблений DIC Animation City спільно з Saban Productions, де Барбі виступає як лідер рок-групи. Ймовірно, це був пілот щоденного анімаційного серіалу про Барбі, який був скасований в 1988 році.
- "Барбі та Відчуття: Повертаємося на Землю, Рокуючи" - це продовження фільму "Барбі та Рокери: За межами цього світу" 1987 року, де Барбі та її група повертаються з космосу, аби опинитися в 1950-х роках.
- "Моя перша Барбі: Щасливий День Мрії" - це спеціальний 40-хвилинний музичний анімаційний фільм, створений канадською компанією Kickstart Entertainment і випущений 1 лютого 2023 року на YouTube. Фільм показує Барбі та її друзів, які готуються до вечірки-сюрпризу для Челсі.

## Мультсеріал
Починаючи з 2012 року, Mattel випустила ряд анімаційних телевізійних шоу, вебсеріалів і міні-серіалів, включаючи:
- "Barbie: Life in the Dreamhouse" — вебсеріал, який ексклюзивно транслювався на YouTube з 10 січня 2012 року по 27 листопада 2015 року, маючи 75 епізодів, включаючи два телевізійні випуски на Nickelodeon у Сполучених Штатах.
- "Barbie: Motion Comics" — вебсеріал анімаційних коміксів, який вийшов на YouTube з 5 серпня по 18 жовтня 2015 року. Серіал включав міні-серіали: "Be Super" (інспірований "Barbie in Princess Power"), "Raise Your Voice" (інспірований "Barbie in Rock 'N Royals") і "Puppy Adventures" (інспірований "Barbie and her Sisters in The Great Puppy Adventure").
- "Barbie Vlogger" або "Barbie Vlogs" — ексклюзивні CGI-анімаційні відеоряди на YouTube, що стартували 19 червня 2015 року, де Барбі виступає як відеоблогер, іноді у співпраці з родиною та друзями.
- "Barbie: Dreamtopia" — вебфраншиза, яка розпочалася в січні 2016 року з коротких фільмів на YouTube, а потім розвинулася у телевізійний серіал, вебсеріал та серіал на YouTube Kids.
- "Barbie: Dreamhouse Adventures" — перший телесеріал у франшизі, який був випущений на Netflix у США з 3 травня 2018 року по 12 квітня 2020 року.
- "Barbie's Dreamworld" — франшиза вебсеріалів на YouTube, яка стартувала 25 січня 2021 року, включаючи "Barbie: Return to Dreamtopia" та "Barbie and the Nutcracker", серед інших.
- "Barbie: It Takes Two" — другий телесеріал у франшизі, випущений на Netflix у дві частини у 2022 році.
- "Barbie: Life in the City" — вебсеріал для YouTube, дебютував 15 вересня 2022 року, фокусуючись на Барбі "Бруклін" Робертс.
- "Barbie: A Touch of Magic" — третій телевізійний серіал у франшизі, що вийшов на Netflix 14 вересня 2023 року та транслювався в різних країнах.

## Короткометражні фільми
Компанія Mattel випустила серію анімаційних короткометражних фільмів з участю Барбі, які доповнюють інші фільми франшизи, зокрема:
- Барбі як Спляча красуня, короткометражний фільм 1999 року, заснований на казці, випущений як телевізійна реклама, яка доповнювала лінійку ляльок і однойменну відеогру. Повнометражну версію, яка нібито адаптувала балет Чайковського, було скасовано в 2009 році [50][51]
- Barbie: A Camping We Will Go — короткометражний фільм 2011 року виробництва Technicolor, який розповідає про Барбі та її сестер, супроводжуючи фільм Barbie: A Perfect Christmas. [52]
- «Барбі в рожевих туфлях: Країна солодощів», короткометражний фільм 2013 року та спеціальний різдвяний фільм «Барбі в рожевих туфлях», який спочатку був випущений німецькою мовою, а потім дубльований англійською.[53]
- «Барбі та Лускунчик», короткометражний фільм 2021 року, випущений на YouTube як епізод для «Світу мрій Барбі» та разом із лінійкою ляльок був частиною святкування 20-річчя першого фільму «Барбі в Лускунчику».[54]

## Пов'язані анімації
Крім використання своєї власної франшизи, компанія Mattel також отримала ліцензію на включення персонажа Барбі до інших пов'язаних анімаційних фільмів, зокрема:
- Танцюй! Тренування з Барбі, 30-хвилинна відеозапис тренування 1992 року, на якій зображена Барбі в стоп-моушн-анімації від Will Vinton Productions і навчає танцювальній аеробіці справжніх дівчат.[55]
- Історія іграшок, франшиза фільмів Disney - Pixar, яка розпочалася в 1995 році та показує Барбі (а пізніше Кена ) як персонажів другого плану з «Історії іграшок 2» і її короткометражного фільму «Гавайські канікули» 2011 року.
- "Моя сцена", припинена франшиза, запущена компанією Mattel у 2002 році та в якій зображена Барбі в її вебсеріалі та в усіх її фільмах, а саме: Jammin' in Jamaica та у 2004 році та My Scene Goes Hollywood у 2005 році.
- Kelly Dream Club, анімаційний серіал 2002 року з прямим переглядом відео, у якому Барбі виступає другорядним персонажем її молодшої сестри Келлі (перейменована на Челсі у 2011 році).[56]

## Скасовані проекти
Спеціальні телевізійні програми, випущені у 1987 році, "Barbie and the Rockers: Out of this World" і "Barbie and the Sensations: Rockin' Back to Earth", спочатку були задумані як пілотні епізоди для мультсеріалу про Барбі. Однак цей серіал так і не був реалізований через розрив у переговорах між DIC Entertainment і Mattel. У 1988 році концепція отримала нове життя під ім'ям "Світ Максі" від Hasbro, із зовсім новим набором персонажів.
У попередній версії першого фільму "Історія іграшок" планувалося, що Барбі візьме ключову роль. Проте компанія Mattel відмовила Pixar у використанні образу Барбі, страхуючись від невдачі фільму. Організація також бажала зберегти нейтралітет образу Барбі, дозволяючи кожній дівчині, яка купує ляльку Барбі, уявляти її такою, якою вона хоче, а не такою, якою її зображують у конкретному фільмі. Після успіху першого фільму кілька ляльок Барбі з'явилися в невеликих ролях у "Історії іграшок 2", перед тим як франшиза повністю взяла свій старт у другому продовженні.
Рекламний короткометражний фільм 1999 року "Барбі як Спляча красуня", представлений на каналі Nickelodeon як доповнення до однойменної лінії ляльок та відеоігор, спочатку планувався як повнометражний фільм. У 2000-х роках, коли класичні фільми про принцес увійшли в популярність, компанія Mattel активно розглядала ідею адаптації казок на основі балету, завершивши адаптацію всіх трьох балетів Чайковського у франшизу. Проте цей проект був скасований без подальших пояснень стосовно його стану розробки. Ця відмова була тісно пов'язана з тим, що The Walt Disney Company отримала права на торгову марку "Принцеса Аврора" і також придбала частину музики (також базованої на балеті) для свого власного фільму.

## Майбутні проекти
Починаючи з інтерактивного спеціального фільму "Barbie: Epic Road Trip" 25 жовтня 2022 року, компанія Mattel уклала довгострокову угоду з Netflix або продовжила контракт, щоб забезпечити доступ до каталогу фільмів до 2017 року. Раніше цей каталог періодично зберігався Universal Pictures. Крім того, угода включала створення майбутніх проектів, таких як ексклюзивні анімаційні фільми, спеціальні програми та шоу на основі Барбі. Зберігаючи можливість лінійних угод про телевізійне мовлення, компанія також планує взаємодію з платформою YouTube.
16 лютого 2023 року компанія Mattel оголосила свої майбутні проекти, представивши їх через вказане посилання. Ця інформація містила перелік додаткового вмісту, що стосується Барбі.
| Дата(и) випуску         | Назва                     | Платформа                 | Тип і примітки |
| ----------------------- | ------------------------- | ------------------------- | --- |
| Весна 2024              | Барбі: дотик магії        | Netflix                   | CGI-мультсеріал (2-ий сезон 13-та серій)                                                                                                  |
| Весна 2024              | Моя перша Барбі           | YouTube для дітей Netflix | Мультсеріал і повнометражне продовження спеціального випуску YouTube/YouTube Kids, My First Barbie: Happy Day Dream (250 хвилин контенту) |
| Березень/квітень 2024 р | Барбі: Стейсі на допомогу | Netflix                   | Повнометражний фільм і перший фільм зі Стейсі в головній ролі (з 4 новими піснями)                                                        |
| Вересень/жовтень 2024 р | Барбі: Паспорт у пригоди  | Netflix                   | Перший оригінальний серіал Netflix (з 8 епізодами по 22 хвилини)                                                                          |

## Хронологія виступів у ЗМІ
Барбі зробила свої перші кроки у світі масової інформації в нерекламованому форматі через свою роль у телесеріалі 1987 року, де її озвучувала Шерон Льюїс. У франшизі "Історія іграшок" голос Барбі належав Джоді Бенсон, а в головних ролях у фільмах про Барбі озвучування здійснювала Келлі Шерідан в 27 фільмах. Початково Діана Кааріна брала на себе цю роль з 2010 року, починаючи з "Barbie: A Fashion Fairytale", але через два роки Келлі Шерідан повернулася до цієї ролі, тримаючи її до 2016 року, коли Еріка Ліндбек була представлена як її наступниця.
У 2017 році серію фільмів зупинили, зосереджуючись на телесеріалі "Барбі: Пригоди в домі мрій", де озвучувачем Барбі стала Америка Янг, замінивши Ліндбек. Серія фільмів відновила свою активність у 2020 році. У живій екранізації іграшкового фільму, який вийшов 21 липня 2023 року, роль Барбі виконала австралійська актриса Марго Роббі.

## В інших ЗМІ

### Відео ігри
Компанія Mattel розробляла десятки відеоігор, присвячених Барбі, починаючи з 1980-х років. Ці ігри часто пов'язані з іншими аспектами франшизи. З 2018 року виробництво відеоігор на основі персонажа Барбі було передано від Mattel до Budge Studios.

### Книги
З початку 1990-х років компанія Mattel випустила більше 400 книг, що були написані різними авторами та видавцями і присвячені Барбі. Кожен фільм у франшизі часто супроводжується однойменною книжковою екранізацією, яка розширює світ та події, представлені в фільмі, і надає фанам нові перспективи на улюблених персонажів.

### Комікси
Компанія Mattel дійсно випустила серію коміксів про Барбі в минулому. Зокрема, комікси були видані Dell Comics між 1962 і 1963 роками та Marvel Comics між 1991 і 1996 роками.
Починаючи з 2016 року, Papercutz випускає графічні романи, які базуються на Барбі. Ці романи зазвичай мають зв'язок з іншими аспектами франшизи Барбі.
- Barbie and Ken, серія коміксів із 5 випусків, видана Dell Comics з травня 1962 року по листопад 1963 року [58]
- Барбі, серія коміксів із 63 випусків, видана Marvel Comics із січня 1991 року по березень 1996 року [59]
- Barbie: Fashion, серія коміксів із 53 випусків, видана Marvel Comics із січня 1991 року по травень 1995 року [60]
- Barbie: Halloween Special, серія коміксів із двох випусків, опублікована Marvel Comics у жовтні 1993 року [61]
- Барбі та маленька сестричка Келлі, спеціальний одноразовий фільм, опублікований Marvel Comics у жовтні 1995 року [62]

1. ↑  Also known as Barbie Fairytopia: Mariposa (doll line) and Barbie: Mariposa and her Butterfly Fairy Friends (DVD cover art).

### Альбоми
З початку 1990-х років Mattel активно випускала десятки альбомів із саундтреками та збірників, пов'язаних із Барбі. Більшість фільмів, зокрема ті, які належать до музичного жанру, супроводжуються відповідними саундтреками.
- Барбі співає! Колекція фільмів «Принцеса»., альбом саундтреків, випущений 5 жовтня 2004 року, який містить музику з перших чотирьох фільмів серії: Барбі в Лускунчику, Барбі в ролі Рапунцель, Барбі з Лебединого озера та Барбі в ролі Принцеси та Жебрака. [63]
- «Sing Along with Barbie», пряме відео, випущене 9 листопада 2009 року, і компіляція з дванадцяти пісень із різних фільмів про Барбі, випущених у той час, яким глядачі можуть підспівувати.[64]

## У популярних ЗМІ
14 лютого 2021 року кіно- та медіа-подкаст Cult Popture випустив 18-годинний епізод Film Franchise Fortnights, присвячений всім 37 фільмам про Барбі, які були випущені до того часу. Під час створення цього епізоду було оголошено про випуск 38-го фільму.

## Дивись також
- Барбенхаймер
- Мода Барбі

## Зовнішні посилання
- Офіційний сайт (currently a redirect to the Barbie section under Mattel Shop)
- Official Kids' website (merged into a Barbie section under Mattel Kids)